# Светолик Лазаревић
Светолик Лазаревић Лаза (Бјелуша, код Ариља, 7. новембар 1910 — Шопић, код Лазаревца, 6. новембар 1964) био је учесник Народноослободилачке борбе, правник и друштвено-политички радник Социјалистичке Републике Србије.

## Биографија
Рођен је 7. новембра 1910. године у селу Бјелуши, код Ариља. Потиче из средње имућне сељачке породице. Основну школу је завршио у родном селу, а гимназију у Ужицу. После завршетка гимназије, уписао је Правни факултет у Београду. Због лошег материјалног стања, био је у немогућности да живи у Београду и прати предавања, па је учио код куће у селу, а у Београд је одлазио само да полаже испите.
После завршених студија, с много тешкоћа је добио службу, најпре у Штипу, у Македонији, а потом је премештен у Ариље, где је био судски приправник. Радећи у суду, свакодневно је био у прилици да гледа невоље заосталог и сиромашног сеоског становништва, што је на њега утицало да се прикључи радничком покрету. У чланство тада илегалне Комунистичке партије Југославије (КПЈ) примљен је априла 1941. године.

### Народноослободилачка борба
После Априлског рата и окупације Краљевине Југославије, одбио је да настави службу у суду и тиме постане сарадник окупатора. Заједно са другим комунистима ариљског среза, предвођеним Стеваном Чоловићем, радио је на прикупљању оружја и другог материјала и другим припремама за оружани народни устанак. Јула 1941. године био је један од првих бораца Ариљске партизанске чете, која је била део Ужичког партизанског одреда „Димитрије Туцовић“.
После Прве непријатељске офанзиве и повлачења главнине партизанских снага у Санџак, децембра 1941. године, заједно са Ужичким партизанским одредом прешао је најпре у Санџак, а потом у источну Босну. Марта 1942. године учествовао у формирању Друге пролетерске ударне бригаде, где је имао функцију политичког комесара најпре Другог, а потом Трећег батаљона. Са Другом пролетерском бригадом прешао је свој читав ратни пут све до 1944. године, када је прешао у тада новоосновану обавештајну службу НОВЈ — Одељење за заштиту народа (ОЗН).
Јуна 1944. године, одлуком Врховног штаба НОВ и ПОЈ, заједно са Слободаном Пенезићем Крцуном, начелником Озне за Србију, послат је на ослобођену територију јужне Србије, где су заједно радили на формирању првих организација Озне у Србији. После ослобођења Београда, октобра 1944. године, постављен је за шефа Четвртог одсека Озне за Србију, у чину потпуковника. Руководио је многим операцијама које су имале за циљ откривање фашистичких и непријатељских организација или појединаца. Поред руковођења, он је и непосредно учествовао у многим акцијама и операцијама, од којих је најпознатија хватање Драже Михаиловића, коме је лично ставио лисице на руке. Он је руководио групом агената која се помоћу Николе Калабића убацила у четничке редове и успела да на превару ухапси Дражу Михаиловића.

### Послератни период
Половином 1946. године премештен је у Озну за Југославију, где је радио на инспекцијским пословима и на упознавању дотадашње праксе органа безбедности у целој земљи. Почетком 1947. године, прешао је на дужност начелника Управе државне безбедности (УДБ) за Град Београд. Организација којом је руководио успела је да открије многе стране шпијуне и агенте, иницијаторе и организаторе разних илегалних равногорских и монархистичких организација, који су се тада налазили у Београду. После 1948. године и сукоба Југославије са Совјетским Савезом и другим земљама Информбироа, активно је радио и на откривању нових шпијуна и агената, од којих су се многи налазили на разним руководећим местима у Партији, Армији и другим државним институцијама.
Половином 1949. године, постављен је за помоћника министра унутрашњих послова Народне Републике Србије, Слободана Пенезића Крцуна. Године 1952. постављен је за председника Врховног суда Народне Републике Србије и на тој функцији остаје све до 1963. године, када је изабран за председника Организационо-политичког већа Скупштине Социјалистичке Републике Србије. Био је члан Централног комитета Савеза комуниста Србије, а у својој друштвено-политичкој каријери налазио се и на месту члана Бироа Градског комитета Савеза комуниста Београда.
Погинуо је у саобраћајној незгоди, заједно са Слободаном Пенезићем Крцуном, 6. новембра 1964. године на Ибарској магистрали у близини села Шопић, код Лазаревца. Сахрањен је у Алеји народних хероја на Новом гробљу у Београду, одмах поред Слободана Пенезића Крцуна.
Носилац је Партизанске споменице 1941. и других југословенских одликовања, међу којима су — Орден заслуга за народ са златном звездом, Орден за храброст и др. Имао је чин пуковника ЈНА у резерви.